# 列奧尼夫卡 (卡哈爾雷克區)
49°59′20″N 30°42′43″E / 49.98889°N 30.71194°E

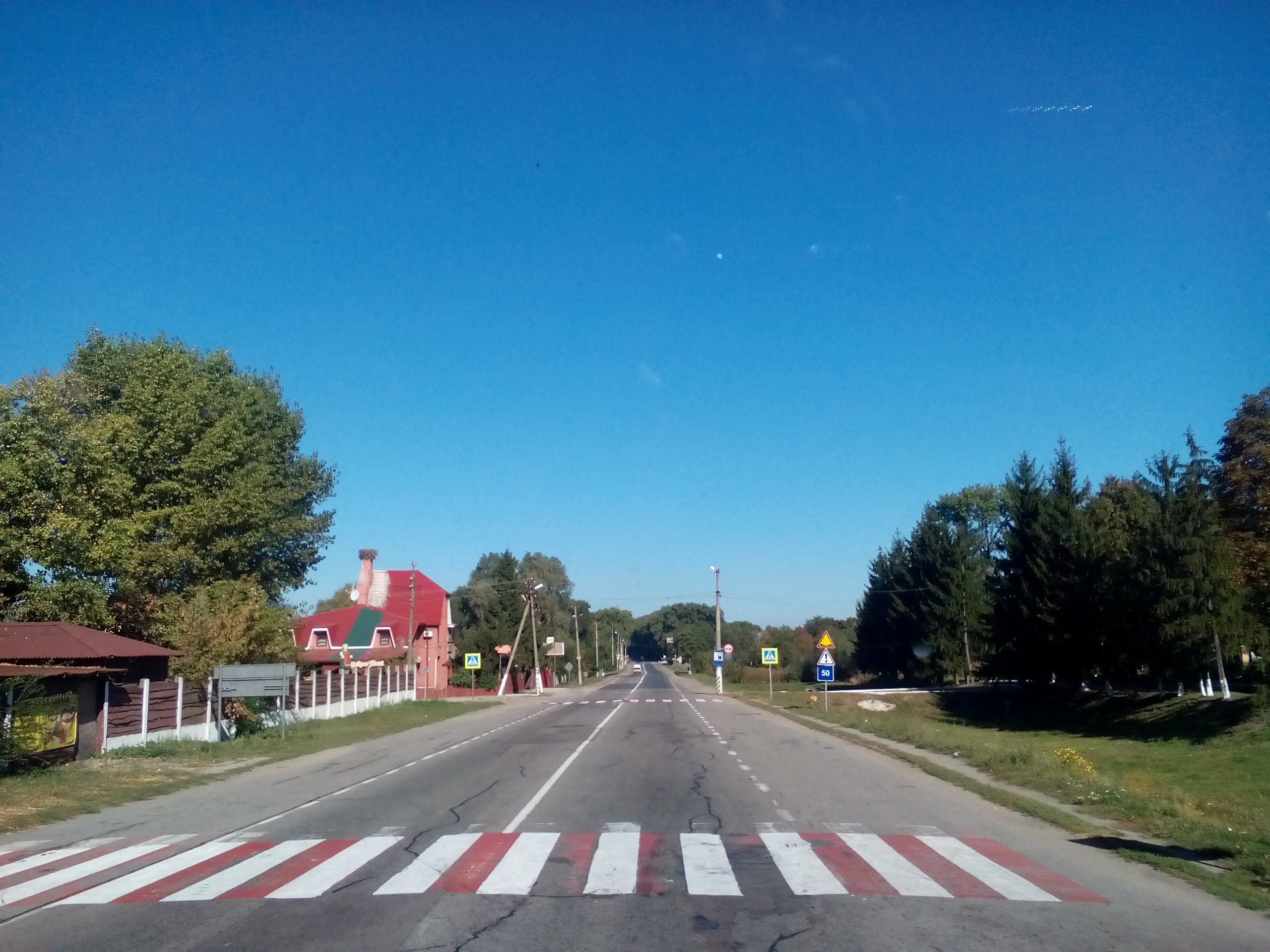

萊奧尼夫卡（烏克蘭語：Леонівка）是位於烏克蘭北部的村莊，由基辅州奧布希夫區的卡哈爾利克市鎮負責管轄。該村始建於1840年，面積1.69平方公里，海拔高度184米，2001年人口312，人口密度每平方公里184.9人。